# Ellbogengelenk

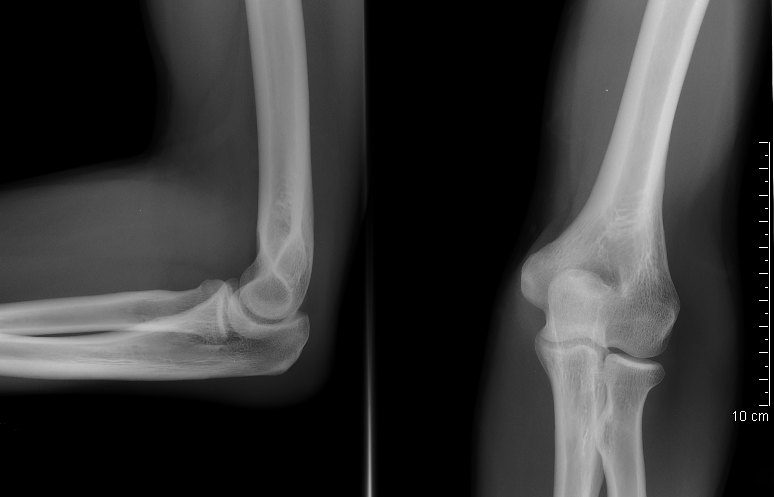
Röntgenaufnahmen eines Ellbogengelenkes, Ansicht von der Seite (links) und von hinten (rechts)

Das Ellbogengelenk, auch Ellenbogengelenk, (lateinisch Articulatio cubiti („Gelenk des Ellbogens“), von altgriechisch κύβιτον kýbiton, deutsch ‚Ellenbogen oder Ellbogen‘) ist ein zusammengesetztes Gelenk (Articulatio composita) im Arm. Es besteht funktionell aus drei Teilgelenken mit einer gemeinsamen Gelenkkapsel, bei denen der Oberarmknochen (Humerus) und die beiden Unterarmknochen Speiche (Radius) und Elle (Ulna) jeweils mit je einem der beiden anderen Knochen in Verbindung tritt. Der Unterarm kann im Ellbogengelenk gegenüber dem Oberarm gebeugt und gestreckt werden. Darüber hinaus ist das Gelenk funktionell an den Umwendebewegungen der Hand, der Pronation und Supination, beteiligt. Diese werden unter anderem durch eine komplexe Drehbewegung der Speiche ermöglicht. Die Region auf der Beugeseite des Ellbogens heißt Ellenbeuge.

## Teilgelenke
Oberarm-Ellen-Gelenk (Articulatio humeroulnaris)
Im Oberarm-Ellen-Gelenk steht die Oberarmknochenrolle (Trochlea humeri) mit der dazugehörigen Einziehung an der Elle (Incisura trochlearis) in Verbindung. Funktionell handelt es sich um ein Scharniergelenk, in dem der Unterarm gegenüber dem Oberarm gebeugt oder gestreckt werden kann (Flexion und Extension).
Oberarm-Speichen-Gelenk (Articulatio humeroradialis)
Die Gelenkflächen des Oberarm-Speichen-Gelenkes sind das Oberarmknochenköpfchen (Capitulum humeri) und die Gelenkgrube der Speiche (Fovea articularis radii). Von den Gelenkflächen ausgehend, ist das Oberarm-Speichen-Gelenk ein Kugelgelenk, jedoch bewirkt die bindegewebige Bandhaft zwischen den beiden Unterarmknochen (Membrana interossea antebrachii) eine Fixation der Speiche an der Elle, so dass das Teilgelenk lediglich zwei Freiheitsgrade besitzt: Beugung und Streckung sowie die Drehbewegung nach innen und nach außen (Pronation und Supination).
Proximales Ellen-Speichen-Gelenk (Articulatio radioulnaris proximalis)
Das körpernahe (proximale) Ellen-Speichen-Gelenk ist ein Zapfengelenk. Der Umkreis der Speichengelenkfläche (Circumferentia articularis radii) steht mit der Einziehung für die Speiche an der Elle (Incisura radialis ulnae) und dem an der Innenseite gelegenen überknorpelten ringförmigen Speichenband (Ligamentum anulare radii) in Verbindung.

## Gelenkkapsel
Die drei Teilgelenke des Ellenbogengelenkes werden weiträumig von einer gemeinsamen Gelenkkapsel umschlossen und bilden eine funktionelle Einheit. Am Oberarmknochen ist die Kapsel oberhalb der Gelenkflächen befestigt und umschließt die Grube für das obere Ende der Elle (Fossa olecrani).
An der Elle ist die Gelenkkapsel sehr nah am Übergang zwischen Knorpel und Knochen befestigt. Zusätzlich bestehen Befestigungen am oberen Ende der Elle (Olecranon) und Kronenfortsatz (Processus coronoideus).
An der Speiche ist die Kapsel weitläufig und bildet eine kleine Aussackung (Recessus sacciformis). Sie reicht dort bis in den Halsbereich des Knochens.
Bei Streckung des Unterarmes legt sich die Rückseite, bei Beugung die Vorderseite der Gelenkkapsel in Falten. Im Gelenk ausgebildete Fettkörper füllen die durch die Bewegung der Knochen gegeneinander entstehenden Räume flexibel aus. Die Kapsel selbst wird rückenwärts (dorsal) durch einstrahlende Muskelfaserzüge des Musculus triceps brachii und bauchwärts (ventral) des Musculus brachialis gespannt und vor Einklemmung zwischen den beweglichen Gelenkflächen geschützt.
Die Gelenkkapsel wird von Ästen des Nervus radialis, Nervus musculocutaneus, Nervus medianus und Nervus ulnaris innerviert. Zusätzlich treten kleinere Äste aus der umgebenden Muskulatur an die Gelenkkapsel.

## Schleimbeutel
In der Umgebung des Ellenbogengelenkes befinden sich an Stellen verstärkt auftretender mechanischer Belastung individuell variabel ausgeprägt Schleimbeutel. Sie haben in der Regel keine Verbindung zur Gelenkhöhle. Ein Beispiel ist der Schleimbeutel zwischen dem oberen Ende der Elle und der Haut (Bursa subcutanea olecrani). Seine Anschwellung wird bei Pferden als „Stollbeule“ bezeichnet.

## Bänder

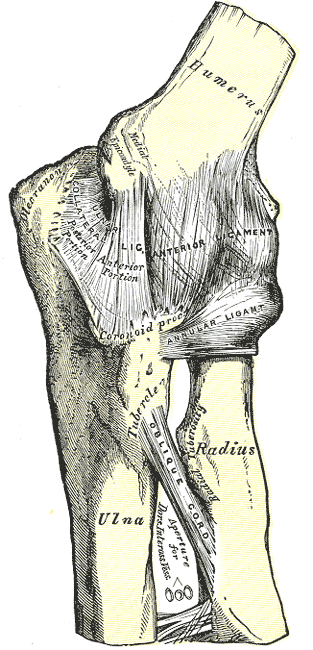
Schematische Darstellung der Ellbogengelenkbänder des Menschen

Das Ellenbogengelenk wird durch kräftige Bänder geführt.
An den Seiten wird das Ellbogengelenk durch Seitenbänder (auch Kollateralbänder) stabilisiert, die sich in ihrem Verlauf überkreuzen.
- Das Ellen-Seitenband (Ligamentum collaterale ulnare) zieht vom Aufsatz des mittigen Oberarmknorrens (Epicondylus medialis humeri) zur mittigen Seite der Einziehung für die Oberarmknochenrolle an der Elle.
- Das Speichen-Seitenband (Ligamentum collaterale radiale) entspringt vom Aufsatz des seitlichen Oberarmknorrens (Epicondylus lateralis humeri) und strahlt mit seinen Fasern in das ringförmige Speichenband (Ligamentum anulare radii) ein.

Zusätzlich besitzt das Ellbogengelenk noch das ringförmige Speichenband (Ligamentum anulare radii, auch kurz „Ringband“ genannt). Dieses ist als Teil der Gelenkkapsel zu betrachten. Es umfasst, von der Ellenseite kommend, den Speichenkopf (Caput radii), läuft einmal um ihn herum und dient funktionell seiner Befestigung, ermöglicht jedoch durch die überknorpelte Innenfläche eine ungehinderte Drehung der Speiche gegenüber der Elle.

## Muskulatur
Aktive Bewegungen im Ellenbogengelenk werden hauptsächlich durch die Oberarmmuskulatur bewirkt, obwohl auch ein Teil der Unterarmmuskulatur an den Bewegungen beteiligt ist. Da der Hauptfreiheitsgrad des Ellenbogengelenkes Streckung bzw. Beugung ist, wird hier grundsätzlich zwischen Beugern (Flexoren) und Streckern (Extensoren) unterschieden. Die Beuger liegen auf der Vorderseite des Oberarmes. Zu ihnen zählen der Musculus biceps brachii und der Musculus brachialis. Auf der Rückseite des Oberarmes sorgen der Musculus triceps brachii und der Musculus anconeus dafür, dass der Unterarm gestreckt bzw. gesenkt werden kann.

## Freiheitsgrade
Im Ellenbogengelenk sind die Beugung und Streckung des Unterarms gegenüber dem Oberarm und das Umwenden des Unterarms möglich. Dabei wird als Neutralstellung (0°) ein gestreckter Ellenbogen angesehen, mit einer Mittelstellung des Unterarms zwischen Supination und Pronation, so dass der Daumen (beim stehenden Menschen mit nach unten hängendem Arm) nach vorn zeigt. Die folgend angegebenen Bewegungsumfänge gehen von dieser Neutralstellung aus:
Beugung und Streckung
Die Beugung und Streckung finden im Oberarm-Speichen-Gelenk und im Oberarm-Ellen-Gelenk statt. Eine Beugung kann bis zu 150° (Winkel zwischen Unterarm und Oberarm) durchgeführt werden. Eine Streckungsfähigkeit über die Neutralstellung hinaus ist nicht bei jedem Menschen gegeben. Bei Kindern und Frauen kann eine Überstreckbarkeit von etwa 10° bestehen.
Umwenden des Unterarms
Das Umwenden des Unterarms wird durch Drehbewegung der Speiche gegenüber der Elle ermöglicht. Diese Drehbewegung findet im körpernahen Ellen-Speichen-Gelenk und entsprechend auch im körperfernen Ellen-Speichen-Gelenk (Articulatio radioulnaris distalis) statt. Beide Bewegungen sind bis zu einem Winkel von 80 bis 90° möglich. Im Oberarm-Speichen-Gelenk kommt es dabei ebenfalls zu einer Drehbewegung.

## Erkrankungen
Bei Fehlbeanspruchung des Gelenkes kann es zum so genannten Tennisellbogen (Epicondylitis) oder zum Ulnarisrinnen-Syndrom kommen. Durch Infektionen kann eine Gelenkentzündung (Arthritis) auftreten.
Angeborene Fehlanlagen sind Radioulnare Synostose, Ellbogenaplasie oder Kongenitale Radiuskopfluxation.
Die Ellbogendysplasie ist eine häufigere Entwicklungsstörung des Ellbogengelenkes bei jugendlichen Tieren großwüchsiger Hunderassen.

## Verletzungen
Das Ellenbogengelenk ist bei Sport und Spiel und bei körperlicher Arbeit hohen Belastungen ausgesetzt. Bereits im frühen Kindesalter sind bei Überbelastung Knochenbrüche und Verrenkungen häufig. Je nach Lokalisation werden die Frakturen nach den am Ellenbogengelenk beteiligten Knochen bezeichnet als:
supracondyläre Oberarmfrakturen, Epicondylusabrisse am distalen Oberarm, Ellenhakenfrakturen (Olecranonfrakturen) und Radiuskopffrakturen. Es kommen auch Kombinationen dieser Verletzungen vor, besonders kombinierte Läsionen des proximalen Unterarms. Da es sich oft um erheblich verschobene gelenknahe Frakturen handelt, ist ein operatives Vorgehen angezeigt.
Ellenbogenluxationen sind nach den Schulterluxationen die häufigsten Luxationen großer Gelenke, oft verbunden mit Rissen der Seitenbänder und daraus resultierenden Instabilitäten sowie mit Knochenbrüchen wie Radiuskopffrakturen oder Epicondylusabrisse.
Der Tennisellenbogen ist eine häufig vorkommende Verletzung -besonders bei Tennisspielern- aber auch bei Alltagstätigkeiten. Die Ursache ist eine Überbelastung der Sehnen, die an der Außenseite des Ellenbogens ansetzen.
Der Golferellenbogen ist, im Gegensatz zum Tennisellenbogen, eine Verletzung der Sehnenansätze an dem Handgelenksbeuger, also der Sehnen, die sich an der Innenseite (medialen Epicondylen) des Ellenbogens befinden.
Knochenbrüche nahe dem Ellbogengelenk sind sowohl bei Kindern als auch bei Erwachsenen relativ häufig, wie die distale Oberarmfraktur, die Radiuskopffraktur und die Olekranonfraktur. Da die Brüche meist Folge von Stürzen sind, bei denen erhebliche Kräfte auf das Ellbogengelenk einwirken, finden sich auch häufiger Trümmerbrüche. Da es sich um Gelenkbrüche handelt, sind hier operative Maßnahmen fast immer angezeigt, um die Gelenkflächen anatomisch wiederherzustellen. Im Kindesalter besteht zudem die große Gefahr der Verletzung der Wachstumsfugen.

## Ellbogentest
Um die Temperatur des Badewassers für insbesondere kleine Kinder zu überprüfen, wird der „Ellbogentest“ empfohlen. Diese Körperstelle kann auch gut ins Wasser einer Wanne oder eines Beckens getaucht werden, während ein Kleinstkind mit beiden Händen sicher gehalten wird. Wer ein Kind badet, hat zumindest den Ellbogen frei von Bekleidung. Hände, die davor in heiße Waschlauge für Wäsche oder Geschirr getaucht waren, oder die Temperatur an einem heißen Kochtopf oder Badeofen gefühlt haben, sind wegen der Wahrnehmungsverzerrung kein guter Fühler für Wassertemperatur. Wird ein Bad aus kaltem und heißerem Wasser bereitet, kann bei unzureichender Mischung eine Wärmeschichtung auftreten. Der Ellbogen fühlt dann zuverlässiger die wärmste obere Schicht als Hände, die weiter zum Grund fühlen.